# Xics de Granollers
Los Xics de Granollers son una colla castellera de Granollers, en el Vallés Oriental, fundada en el año 1991. Visten con camisa color grana y sus mejores castillos son el 2 de 8 con folre, el 3 de 8 , el 4 de 8 y el pilar de 6 cargado. Fueron apadrinados por los Minyons de Terrassa y los Castellers de Barcelona y son los padrinos de los Capgrossos de Mataró, los Sagals de Osona, los Castellers de Sant Cugat, los Castellers de Caldes de Montbui y los Matossers de Molins de Rei.

## Historia
Inicio (1990-1991)

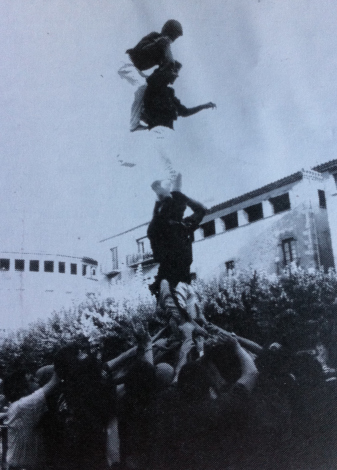
Pilar de quatre dels Xics de Granollers a la Plaça de Porxada de Granollers (20/07/1991)

La primera actuación oficial de la colla fue el febrero de 1991 en las Fiestas Decenales de la Candela, en Valls. Aunque con camisa blanca consiguieron descargar dos pilares de cuatro e hicieron el primer intento de castillos de seis. Ya con camisa y nombre escogidos, en la Fiesta Mayor de Granollers de 1991 lograron el primer castillo de 6 de la colla, el 3 de 6, al que poco después acompañaría el 4 de 6.
Los castillos de 7 (1992-1994)
En 1992 continua la evolución y crecimiento de la colla con el 2 de 6 y después de participar en el XIV Concurso de castillos de Tarragona, se consiguió descargar el primer castillo de 7, el 4 de 7, el 11 de octubre de 1992.  Durante el 1993 se consiguió descargar, el día 11 de septiembre en La Roca del Vallés, el primer 3 de 7 de la colla, hecho que llevar consolidar de esta manera la línea básica de castillos de 7 junto con el pilar de 5.
En 1994 se produjo un salto de calidad, ya que el día 11 de septiembre en Llinars del Vallès se descargó el 5 de 7. Se consolida este castillo y se añade además el 4 de 7 con aguja. Ese año también participó en la inauguración de los Special Olympics con un pilar levantado por debajo.
Los castillos de 8 (1995-1998)
En 1995 es el año del paso a los castillos de 8, ya que se carga por primera vez el 2 de 7 el 11 de septiembre en Llinars del Vallès y más tarde se consigue descargar en Sarrià-Sant Gervasi, y el 12 de noviembre en la Porxada, el primer intento, se carga el primer 4 de 8.
Gran dominio de la torre de siete (2007)
En la temporada 2007 los Xics de Granollers consiguieron el mayor nombre de 2 de 7 en una temporada llegando a repetirlo 13 veces. Se volvió a ver folres de manera regular en los ensayos pero no se acabaron de llevar en la plaza.
El renacimiento (2012-2015)
El año 2012 los Xics de Granollers hacen un paso adelante y consiguen firmar una gran temporada como hacía años que no veían descargar seis 2 de 7 y siete 4 de 8 además de numerosos castillos de siete y medio. Además, hace falta destacar el estreno de una nueva estructura, 7 de 7 que consiguieron  descargar en dos ocasiones: en el XXIV Concurso de castillos de Tarragona y en la Diada de la colla.

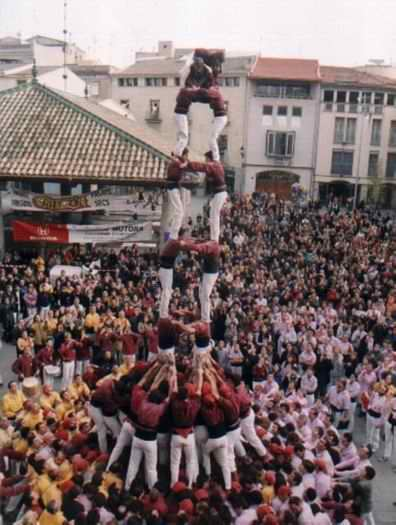
Primer 2 de 8 con folre descargado por los Xics de Granollers en 1999, La Roca del Vallés

El año 2013 los Xics comienzan la temporada con muy buen pie descargando el 2 de 7 más madrugador de su historia, el 14 de abril de 2013 con motivo de la actuación de Can Jorba en Barcelona. Pocas semanas más tarde, los Xics vuelven a hacer historia descargando, en este caso, el 4 de 8 más madrugador de su historia por la Ascensión (12 de mayo de 2013) y juntamente con el 2 de 7 y el 7 de 7 igualan la mejor actuación de la anterior temporada.
Regresando de vacaciones, los Xics consiguen un nuevo hito descargando después de 10 años, el 4 de 8 por la Fiesta Mayor de Blancs i Blaus. Finalmente, la temporada 2013- 2014, a pesar de dejar los granas con la espina del 2d8f después de dos intentos (uno en Vallromanes y otro en la Diada) pasó a la historia por ser la temporada con más castillos de 8 descargados por los granollerenses, con un total de 15 castillos de 8 (11 4d8 y 4 3d8), además de otro 4d8 que tan solo quedó cargado.
Los Xics de Granollers comienzan la temporada 2014 con muy buen pie descargando el 2d7 y el 3d8 más madrugador de su historia. Justo antes de la parada estival, los Xics descargan el 2 de 8 con folre casi 15 años más tarde en Barberà del Vallès. Volviendo de vacaciones los Xics quieren  repetir su mejor actuación de la historia, la tripleta de ocho (4 de 8, 3 de 8 y 2 de 8 con folre). En esta ocasión pero, el castillo folrat queda cargado y no se completa la tripleta.
A principios de octubre del mismo año los Xics participan en el XXV Concurso de castells de Tarragona y consiguen descargar la primera Clàssica de 8 de la historia de los Xics en un concurso. Consiguen la decimoséptima posición en la clasificación.
En el inicio de la temporada 2015 los Xics de Granollers vuelven a superarse técnicamente respecto al año anterior, logrando el 2d7, el primer castillo de ocho (4d8), el 3d8 y la Clássica de Vuit más madrugadora de su historia.

## Díadas
- Diada de la Ascensión (por la Ascensión)
- Diada de Fiesta Mayor (última semana de agosto)
- Actuación en Llinars del Vallès 11 de septiembre
- Diada de la Colla (segundo domingo de noviembre)

## Castillos
- 1991: 3 de 6 y 4 de 6
- 1992: 2 de 6 y 4 de 7
- 1993: 3 de 7
- 1994: 5 de 7, 4 de 7 con aguja y el pilar de 5 levantado por debajo
- 1995: 2 de 7 y 4 de 8(c)(12-11-1995, V Diada de los Xics de Granollers)
- 1996: 4 de 8 descargado
- 1997: 3 de 7 levantado por debajo, Fiesta Mayor de Barberà del Vallès
- 1998: 3 de 8 y Pilar de 6(c), primera tripleta para la VII Diada de la Colla
- 1999: 2 de 8 con folre
- 2003: 9 de 7(vuelto para hacer para la XV Diada del año 2006)
- 2008: 3 de 7 con aguja
- 2012: 7 de 7 (XXIV Concurso de castillos de Tarragona)
- 2017: 7 de 8 descargado (XVI Diada Xics de Granollers)

## Organización
La colla consta de una junta directiva y una junta tècnica actual tiene como cap de colla a Xavi Usarralde y la junta directiva tiene como presidente a David Carruesco.
Caps de colla
- 1991-1992: Joan Contreras
- 1993-1995: Jordi Contreras
- 1996-1997: Ramón Rovira
- 1998-1999: Jordi Cirac
- 2000-2001: Jordi Oliveras
- 2002-2003: Salvador Panosa
- 2004-2005: Sergi Serra
- 2006-2007: Marc Freixa
- 2008-2009: Ramón Rovira
- 2010-2011: Salvador Panosa
- 2012-2015: Sergi Palau
- 2015-2016: Joan Esquirol
- 2017-2018: Xavi Usarralde
- 2018: Jordi Oliveras
- 2019-2022: Irene AguadO
- 2022-2023: Anna Fradera
- 2023-2024: Anna Fradera i Adrià Valero
- 2024-actualidad: Arnald Morató "La Monyos"

Presidentes
- 1991-1992: Jordi Contreras
- 1993-1994: Jordi Oliveras
- 1995-1997: Carles López-Urizarna
- 1998-2000: Olga Alcaide
- 2001-2002: Jaume Prat
- 2003-2004: Alícia Farín
- 2005-2006: Guillem Puig "Poti"
- 2007-2008: Marc Romera  "T'xuri"
- 2009-2013: Faust Pagès
- 2014-2016: Xavi Álvarez
- 2017-2019: David Carruesco "Carru"
- 2020-2023: Arnald Morató "La Monyos”
- 2023-2024: René Pedrosa
- 2024-actualidad: Laura Nadal

- Datos: Q18697033
- Multimedia: Xics de Granollers / Q18697033